# Ourocnemis archytas
Ourocnemis archytas är en fjärilsart som beskrevs av Stoll 1791. Ourocnemis archytas ingår i släktet Ourocnemis och familjen Riodinidae. Inga underarter finns listade i Catalogue of Life.

## Bildgalleri

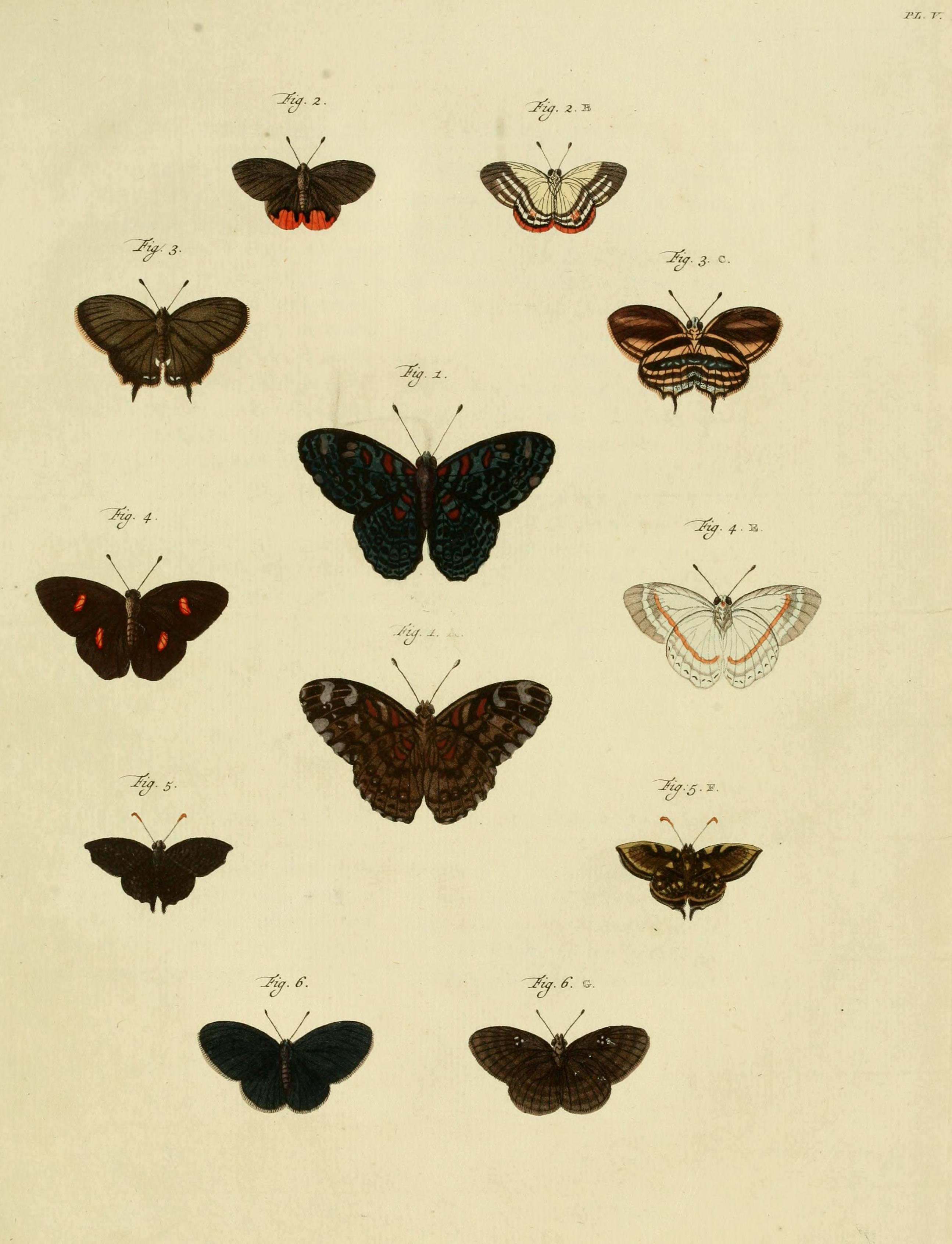
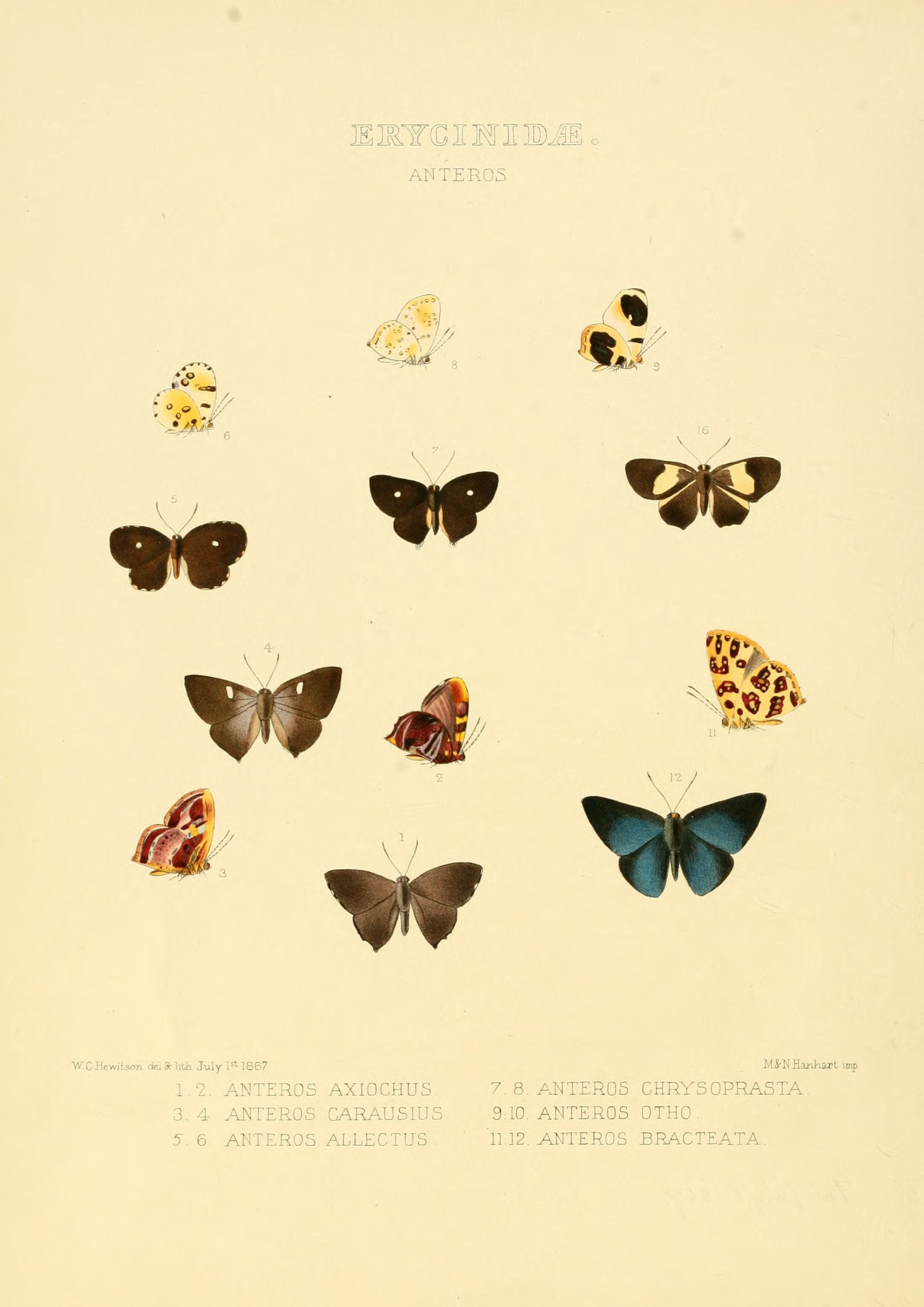